# Райт, Чарльз (поэт)
Чарльз Райт (род. 25 августа 1935) — американский поэт, переводчик, критик, автор 24 книг стихов, 2 сборников критики. Переводил стихи Дино Кампаны и Эудженио Монтале. Лауреат множества литературных премий, в том числе Пулитцеровской премии. В июне 2014 года был анонсирован в качестве поэта-лауреата США.

## Карьера
Райт родился в Пиквик-Дам, штат Теннеси. Получил историческое образование в Колледже Дэвидсон (1957), четыре года служил в армии США (до 1961), учился в Писательской мастерской университета Айовы (1963), где получил степень магистра изящных искусств (M.F.A.). С 1966 по 1983 год преподавал в Калифорнийском университете в Ирвине. Был ректором Академии американских поэтов (1999—2002), являлся профессором университета Вирджинии, Шарлотсвилль, почти 30 лет (до 2011 года). В июне 2014 года был анонсирован в качестве поэта-лауреата США и приступил к своим обязанностям 25 сентября этого года.

## Жизнь и творчество
Отец работал инженером в Администрации долины Теннесси (TVA) до 1942 года, и семья часто переезжала с места на место, затем рос в городе Кингспорт. Чарльз начал читать и писать стихи во время армейской службы, находясь в Италии. Стихотворение «Blandula, Tenulla, Vagula» Эзры Паунда ошеломило его. Ему было тогда 23 года. Он находился именно в том месте, о котором говорилось в стихотворении. Кроме Паунда, источниками вдохновения для Райта стали Италия, её пейзажи и поэты, и, неосознанно, её кино. Первые поэтические сборники заслужили положительную оценку критики, далее репутация поэта росла с каждым сборником. Ted Genoways отмечает, что стихи Райта жаждут идеала, но сдерживаются подозрением в тщетности, находит влияние таких поэтов, как Ду Фу и Ван Вэй, а кроме того, Джерарда Мэнли Хопкинса и Эзры Паунда. Среди важных для Райта поэтов следует отметить также Уолта Уитмена, Эмили Дикинсон, Данте. Влияние Паунда заметно в раннем творчестве Райта. В качестве начала своего стиля, Райт отмечает стихотворение Dog Creek Mainline. В стихотворении «Homage to Paul Cezanne» Райт нащупал то, как он хочет писать. (сборник «Southern Cross», 1981). Стиль Райта меняется в конце 80-х и ещё раз — в 90-е.
 Райт известен своей богатой образами метафизической поэзией. Хотя территориально Райт относится к поэтам американского Юга, его стихи лишены повествовательности, свойственной южанам. С другой стороны, критики находят черты сходства с поэзией американского Юга: тема семьи, присутствие мёртвых среди живых, поглощённость прошлым. В 2011 году Райт сказал, что содержание всех его стихотворений — это язык, пейзаж и идея Бога.

## Семья
С 1969 года женат на актрисе и фотографе Холли МакИнтайр. Имеет сына Люка.